# Riesgo climático
El riesgo climático significa un riesgo resultante del cambio climático y que afecte a los sistemas humanos y regiones naturales.
En el curso del aumento de la temperatura mundial y fenómenos meteorológicos extremos, el  Grupo Intergubernamental de Expertos sobre el Cambio Climático (IPCC) ha sido fundado por el Programa de las Naciones Unidas para el Ambiente (UNEP), y la Organización Meteorológica Mundial (OMM) para comprender mejor el cambio climático y satisfacer las preocupaciones de estas observaciones. Su objetivo principal es evaluar los riesgos climáticos y explorar estrategias para la prevención de estos riesgos.

## Riesgos climático
El proceso de elaboración del Quinto informe de evaluación (AR5) fue finalizado en 2014. El Grupo de Trabajo I (Estocolmo, Suecia) fue publicado en septiembre de 2013. El informe aumenta el grado de certidumbre de que la actividad humana esté detrás del calentamiento que el mundo ha experimentado, un aumento que ha pasado de "muy posible" con un grado de confianza del 90% en 2007, a "extremadamente posible" o un nivel de confianza del 95% ahora.
Según las proyecciones actuales del IPCC, deben esperarse los siguientes efectos futuros:
- Aumento continuo de la temperatura
- Acumulación de fenómenos meteorológicos extremos
- Cosechas abundantes y fracaso de cosecha
  - Derretimiento de las capas polares
  - Cambios de la ecología del planeta
  - Propagación de enfermedades
  - Atenuación de la deriva del Atlántico Norte

Si bien afecta a todos los sectores económicos, el efecto en los continentes individuales diferirá. Al lado de estos riesgos físicos directos del clima, también hay algunos derivado indirecto tales como: 
- Riesgos físicos
- Riesgos regulatorios
- Riesgos de litigios
- Riesgos de competencia
- Riesgos de producción
- Riesgos de reputación

### Riesgos físicos
Los riesgos directos del cambio climático se esperan especialmente para las sucursales, que dependen fuertemente de los recursos naturales como la agricultura, la pesca, la silvicultura, la atención de la salud, los bienes raíces y el turismo. Por ejemplo, las tormentas y las inundaciones dañan edificios e infraestructuras, mientras que los veranos calurosos con menos precipitación causan fallas en los cultivos.

### Riesgos regulatorios
Los esfuerzos gubernamentales para reducir los costos climáticos tienen efectos directos sobre la economía. Por ejemplo, las metas relativas a las emisiones dentro del Protocolo de Kioto se efectuarán mediante la aplicación del comercio de emisiones. Por este instrumento se puede cuantificar el valor de las emisiones monetariamente, aproximando el valor de evitar sustancias peligrosas. Este valor será internalizado por las empresas y se considerará en las decisiones de inversión. Al considerar los costos de emisión, los precios de la energía y el transporte pueden aumentar y, por lo tanto, cambiar la demanda del consumidor. La inseguridad de la legislación conduce a la suspensión indefinida de proyectos e inversiones.

### Riesgos de litigios
Al igual que la industria tabacalera, las industrias que producen gases de efecto invernadero excesivos están expuestos al riesgo de un número cada vez mayor de demandas, si los daños pueden remontarse a las emisiones, es decir, por inundaciones, fallas de cosecha, etc.

### Riesgos de competencia
Si las empresas no toman medidas para reducir los riesgos climáticos, son competitivamente desfavorecidas. Esto podría llevar a aumentar los costos de producción causados por tecnologías obsoletas y, por tanto, a disminuir los beneficios.

### Riesgos de producción
Los déficit de producción pueden resultar de riesgos climáticos directos o indirectos. Es decir, los huracanes que dañan las instalaciones de producción de petróleo pueden conducir a una escasez de petróleo y a aumentar los precios. También el precio para la energía subirá, porque el calor causa escasez del agua y por lo tanto el suministro de agua de refrigeración de las centrales eléctricas se hace corto.

### Riesgos de reputación
Las compañías que son criticadas públicamente por su política medioambiental o altas tasas de emisiones, podrían perder clientes, debido a la reputación negativa. Este riesgo es actualmente subordinado..

## Oportunidades climáticas
Además de los riesgos climáticos, las oportunidades también pueden derivarse del cambio climático para algunas sucursales y empresas innovadoras, es decir, para los sectores de los automóviles y las energías renovables. Los sectores especializados en gran consumo de energía pueden reducir los costos de energía utilizando tecnologías más eficientes, que necesariamente deben desarrollarse en un futuro próximo.